# Squash aux Jeux du Commonwealth de 2022
Navigation
Gold Coast 2018 2026
Le squash fait partie des sports disputés aux Jeux du Commonwealth de 2022, qui se tiennent à Birmingham, Angleterre. C'est la septième organisation de squash aux Jeux du Commonwealth depuis ses débuts en 1998, et la deuxième en Angleterre spécifiquement.
Le concours se déroule du 29 juillet au 8 août 2022.

## Calendrier
Le calendrier des compétitions est le suivant:
| P | Matchs préliminaires | ¼ | Quarts de finale | ½ | Demi-finales | B | Match pour la médaille de bronze | F | Match pour la médaille d'or |

| DateÉpreuve      | Ven 29 | Ven 29 | Sam 30 | Sam 30 | Dim 31 | Dim 31 | Lun 1 | Lun 1 | Mar 2 | Mer 3 | Mer 3 | Mer 3 | Jeu 4 | Jeu 4 | Ven 5 | Ven 5 | Sam 6 | Sam 6 | Dim 7 | Dim 7 | Dim 7 | Lun 8 | Lun 8 |
| Session →        | A      | S      | A      | S      | A      | S      | A     | S     | S     | M     | S     | S     | A     | S     | A     | S     | A     | S     | A     | S     | S     | M     | M     |
| ---------------- | ------ | ------ | ------ | ------ | ------ | ------ | ----- | ----- | ----- | ----- | ----- | ----- | ----- | ----- | ----- | ----- | ----- | ----- | ----- | ----- | ----- | ----- | ----- |
| Simple messieurs | P      | P      | P      | P      | P      | P      | ¼     | ¼     | ½     |       | B     | F     |       |       |       |       |       |       |       |       |       |       |       |
| Double messieurs |        |        |        |        |        |        |       |       |       |       |       |       | P     | P     | P     | P     | ¼     | ¼     | ½     |       |       | B     | F     |
| Simple dames     | P      | P      | P      | P      | P      | P      | ¼     | ¼     | ½     |       | B     | F     |       |       |       |       |       |       |       |       |       |       |       |
| Double dames     |        |        |        |        |        |        |       |       |       |       |       |       | P     | P     |       | ¼     |       |       | ½     |       |       | B     | F     |
| Double mixte     |        |        |        |        |        |        |       |       |       | P     | P     | P     |       |       |       | ¼     | ½     | ½     |       | B     | F     |       |       |

## Site
La compétition se déroule au University of Birmingham Hockey & Squash Centre, où se dérouleront également les tournois de hockey.

## Résumé des médailles
| Compétition              | Or                                                 | Argent                                    | Bronze                             |
| ------------------------ | -------------------------------------------------- | ----------------------------------------- | ---------------------------------- |
| Simple messieurs détails | Paul Coll Nouvelle-Zélande                         | Joel Makin Pays de Galles                 | Saurav Ghosal Inde                 |
| Double messieurs détails | Declan James/James Willstrop Angleterre            | Daryl Selby/Adrian Waller Angleterre      | Greg Lobban/Rory Stewart Écosse    |
| Simple dames détails     | Georgina Kennedy Angleterre                        | Hollie Naughton Canada                    | Sarah-Jane Perry Angleterre        |
| Double dames détails     | Joelle King/Amanda Landers-Murphy Nouvelle-Zélande | Sarah-Jane Perry/Alison Waters Angleterre | Rachel Arnold/Aifa Azman Malaisie  |
| Double mixte détails     | Joelle King/Paul Coll Nouvelle-Zélande             | Alison Waters/Adrian Waller Angleterre    | Dipika Pallikal/Saurav Ghosal Inde |